# El combate de los jefes
El combate de los jefes (en francés: Le Combat des chefs) es la séptima historieta larga de la serie Astérix el Galo, obra de René Goscinny y Albert Uderzo. Fue publicada originalmente de manera seriada a partir del número 261 de la revista francesa Pilote en 1964, y como álbum en 1966.
La película animada El golpe de menhir de 1989 adapta partes del argumento del Combate de los jefes y El adivino.

## Argumento
Prorrománix, jefe galo amigo de los romanos, reta a Abraracúrcix al combate de los jefes. Es una disposición que viene de la tradición y por la que el vencedor se convierte en jefe de la aldea del vencido. Panorámix pierde la memoria como consecuencia de un menhirazo de Obélix, por lo que no puede preparar la pócima que proporciona la misteriosa fuerza sobrehumana a los galos. 
Astérix se dedica entonces a entrenar a su jefe Abraracúrcix para que tenga mayor oportunidad en la pelea, ya que, de ser derrotado, los irreductibles galos estarán sometidos a las órdenes de Prorrománix y, por tanto, de Roma. 
Tras una serie de confusiones y más golpes de menhir, Panorámix recobra la memoria, aunque por una poción que prepara él mismo y no gracias a Obélix, aunque éste crea que sí. Astérix corre a avisar al jefe de que la poción mágica estará lista en cualquier momento, lo que da nuevas energías a Abraracúrcix, que ha resistido los embates de su adversario al correr por todo el cuadrilátero y, sin siquiera probar la poción, golpea y deja sin sentido a Prorrománix, que ya estaba exhausto. Otro menhirazo por parte de Obélix hace que Prorrománix pierda la memoria y se convierta en el Jefe más educado de la Galia. 
Abraracúrcix perdona a la tribu vencida con la condición de que no sean fieles servidores del poderío romano y nunca olviden su origen Galo.